# Purkersdorf
Purkersdorf osztrák város Alsó-Ausztria St. Pölten-i járásában. 2024 januárjában 9959 lakosa volt. 

## Elhelyezkedése

Purkersdorf a Sankt Pölten-i járásban

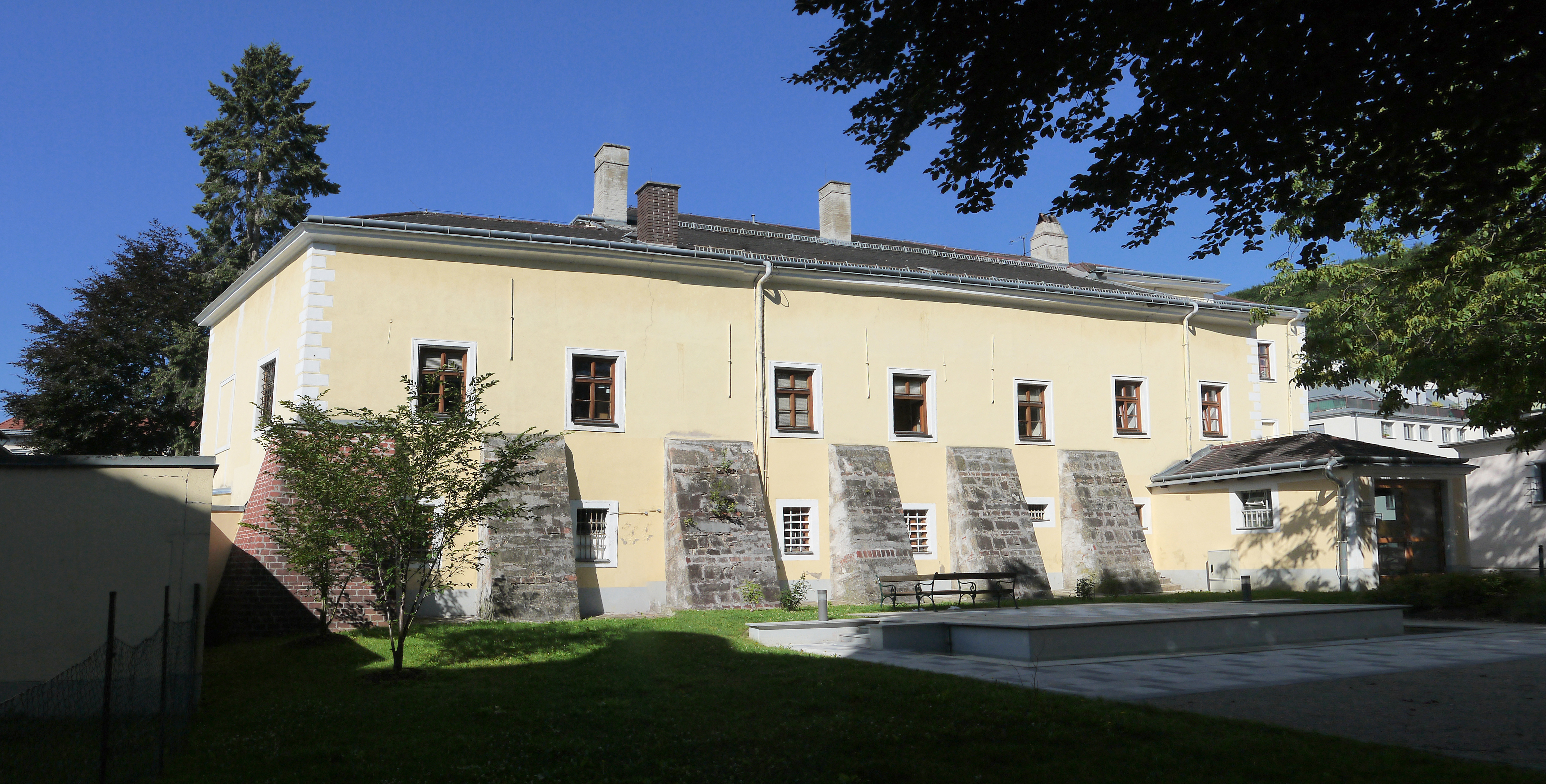
A purkersdorfi kastély

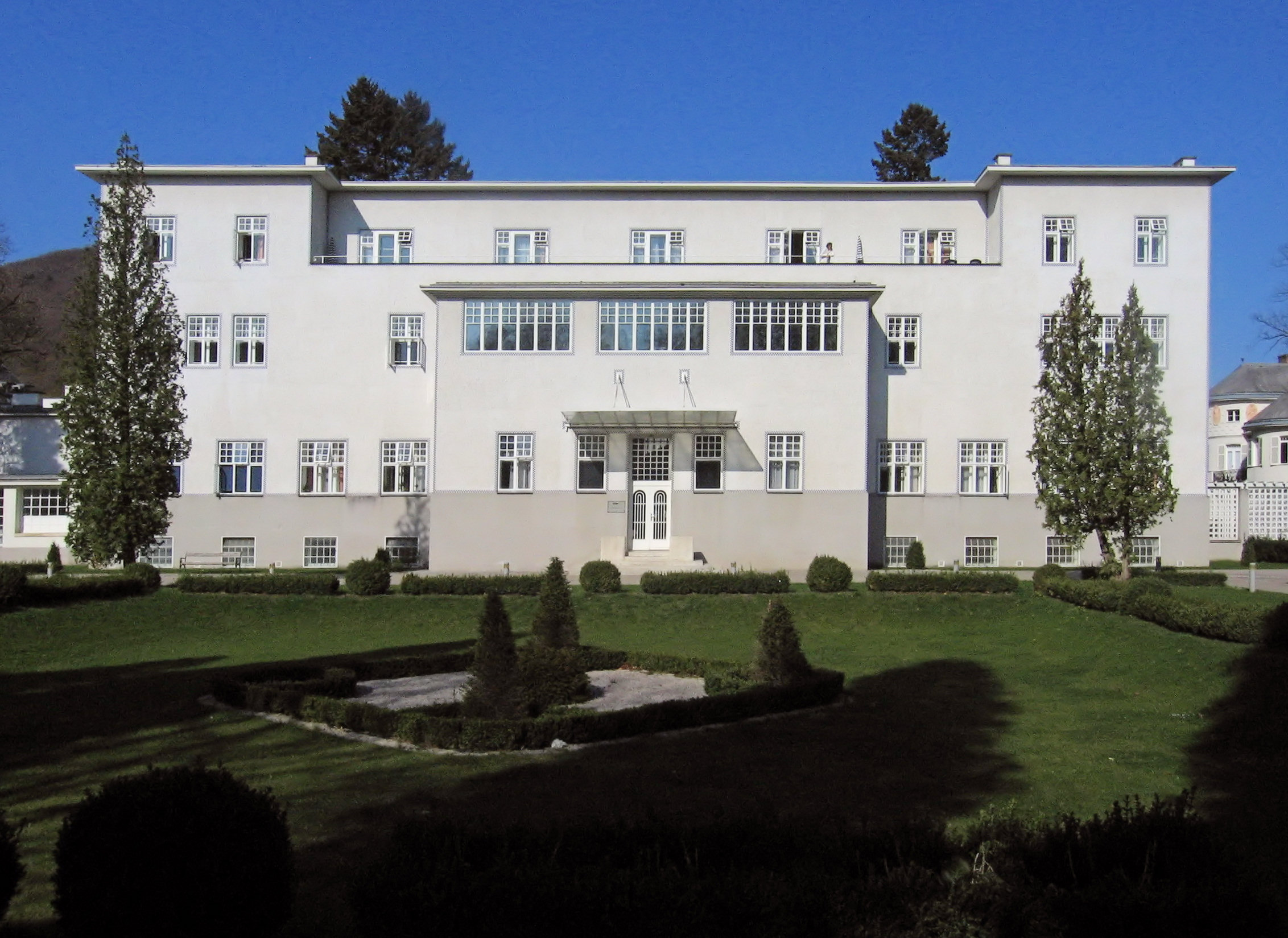
A purkersdorfi szanatórium

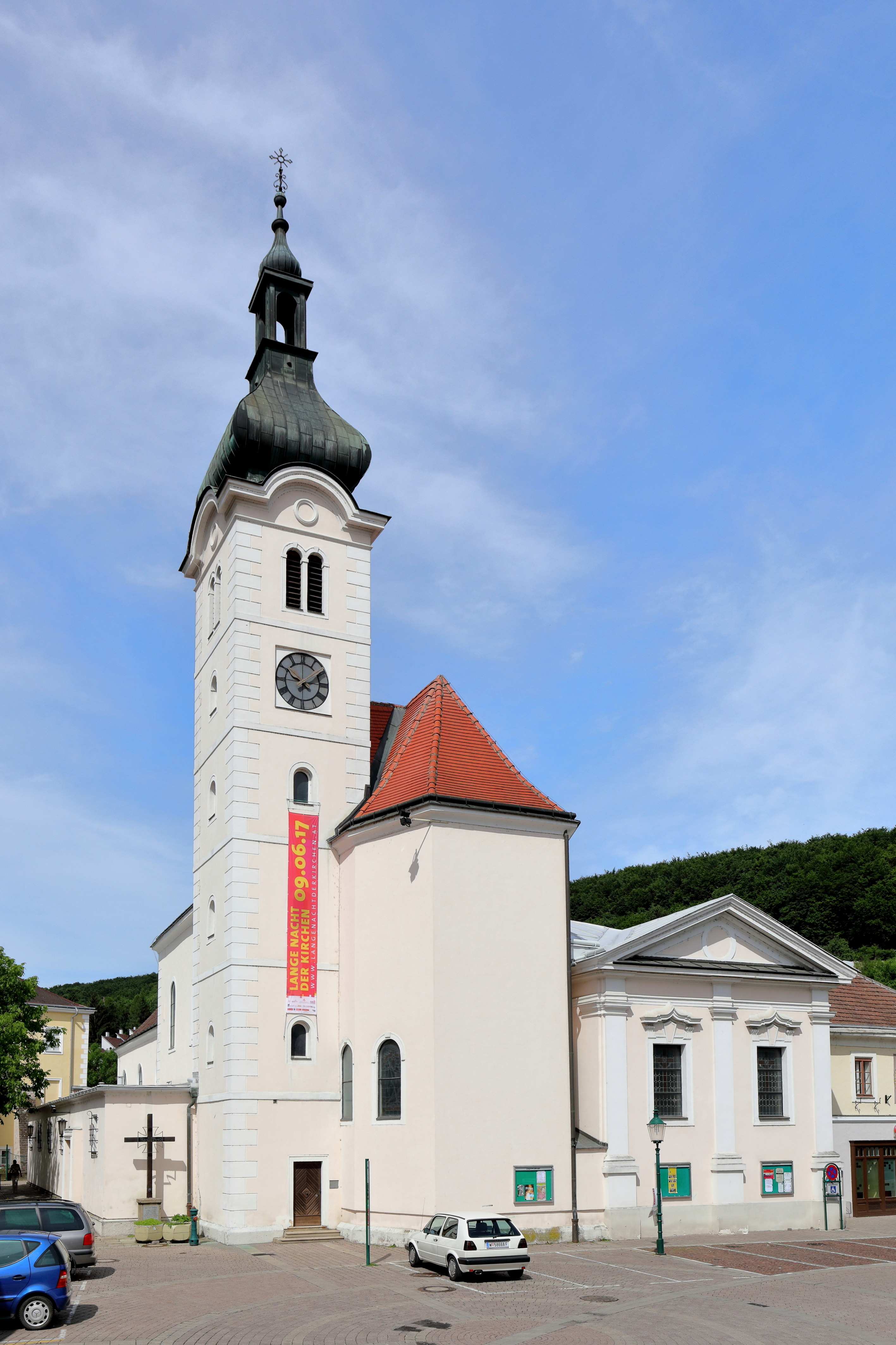
A Szt. Jakab-plébániatemplom

Purkersdorf a tartomány Industrieviertel régiójában fekszik, a Bécsi-erdőben, a Wien és Gablitzbach folyók találkozásánál, közvetlenül Bécstől nyugatra. Legmagasabb pontja 533 méteres. Területének 80,9%-a erdő, 3,6% áll mezőgazdasági művelés alatt. Az önkormányzat egyetlen településből áll, részei: An der Stadlhütte, Baunzen, Deutschwald, Glasgraben, Irenental, Neu-Purkersdorf, Postsiedlung, Rechenfeld, Richter-Minder-Siedlung, Sagbergsiedlung és Süßfeld. 
A környező önkormányzatok: északra Mauerbach, keletre Bécs Penzing és Hietzing kerületei, délre Laab im Walde, délnyugatra Wolfsgraben, nyugatra Tullnerbach és Pressbaum, északnyugatra Gablitz.

## Története
Purkersdorfot valószínűleg 1000 körül alapították, 1125/30-ben említik először a klosterneuburgi apátság egyik oklevele tanújának, Albero de Purchartesdorfnak a nevében. Neve a Purchart személynévből származik. A Seefeld, a Lengenbach és a Wallsee családok birtokolták, majd a várat és hozzá tartozó uradalmat 1333-ban eladták az osztrák hercegnek és ott is maradt a 19. századig. 1500 körül I. Miksa császár idején a Habsburgok kiterjedt bécsi-erdei erdőbirtokainak központjává vált, a várban (majd kastélyban) volt az erdészeti hatóság és erdőmester székhelye. 
Purkersdorfot Bécs 1529-es és 1683-as török ostromakor feldúlták, a vár teljesen elpusztult. Plébániája 1529 után közel 100 évig lakatlan maradt, 1621-ben alapították újra. A 18. században Purkersdorf zarándokhellyé vált, a legenda szerint egy 1709-ben partra mosott Szűz Mária-kép csodákat tett (pl. az 1713-as pestisjárvány idején).
Az Erzsébet császárné-vasút (később Westbahn) megépítése (1856-1858) után Purkersdorf népszerű üdülőhellyé fejlődött, új villák és lakónegyedek épültek a Wien völgyének lejtőin. 1905-ben Victor Zuckerkandl iparmágnás fényűző szanatóriumot építtetett, amely a modern osztrák építészet egyik mérföldköve.
Purkersdorfot 1929-ben mezővárosi rangra emelték. Az 1938-as Anschluss után Nagy-Bécshez csatolták, de 1954-ben visszanyerte önállóságát. 1966-ban megkapta a városi rangot. 2017-ig a Bécskörnyéki járáshoz tartozott, annak megszűnése után a St. Pölten-i járás része.

## Lakosság
A purkersdorfi önkormányzat területén 2024 januárjában 9959 fő élt. Lakosságszáma az 1980-as évekig 5000 körül volt, majd a Bécsből kiköltözők miatt rövid időn belül megduplázódott. 2022-ben az ittlakók 83,8%-a volt osztrák állampolgár; a külföldiek közül 3% a régi (2004 előtti), 6,2% az új EU-tagállamokból érkezett. 3,2% a volt Jugoszlávia (Horvátország és Szlovénia kivételével) vagy Törökország; 3,8% egyéb ország polgára volt. 2001-ben a lakosok 61%-a római katolikusnak, 6,3% evangélikusnak, 2,2% ortodoxnak, 2,3% mohamedánnak, 23,6% pedig felekezeten kívülinek vallotta magát. Ugyanekkor 47 magyar élt a városban; a legnagyobb nemzetiségi csoportokat a németek (89,1%) mellett a horvátok (2,7%) és a szerbek (2,1%) alkották. 
A népesség változása:

| 2016 | 9 527 |
| 2018 | 9 701 |

## Látnivalók
- a purkersdorfi kastély
- a Szt. Jakab-plébániatemplom
- az evangélikus templom
- a purkersdorfi szanatórium
- a Purkersdorf–Sandsteinwienerwald natúrpark

## Testvértelepülések
- Bad Säckingen, Németország (1973)
- Sanary-sur-Mer, Franciaország (2002)
- Göstling an der Ybbs, Ausztria (2002)

## Fordítás
- Ez a szócikk részben vagy egészben  a   Purkersdorf című német Wikipédia-szócikk ezen változatának fordításán alapul.  Az eredeti cikk szerkesztőit annak laptörténete sorolja fel. Ez a jelzés csupán a megfogalmazás eredetét és a szerzői jogokat jelzi, nem szolgál a cikkben szereplő információk forrásmegjelöléseként.